# Пализер (острова)
Пализер (фр. îles Palliser) — группа островов в архипелаге Туамоту (Французская Полинезия).

## География
Включает в себя 10 атоллов:
| №  | Остров   | Площадь, км² | Площадь лагуны, км² | Население, чел. (2007) | Плотность, чел./км² | Координаты                 |
| -- | -------- | ------------ | ------------------- | ---------------------- | ------------------- | -------------------------- |
| 1  | Апатаки  | 20           | 683                 | 492                    | 24,60               | 15°27′ ю. ш. 146°19′ з. д. |
| 2  | Арутуа   | 15           | 484                 | 725                    | 48,33               | 15°18′ ю. ш. 146°45′ з. д. |
| 3  | Каукура  | 11           | 434                 | 542                    | 49,27               | 15°45′ ю. ш. 146°41′ з. д. |
| 4  | Макатеа  | 24           | —                   | 61                     | 2,54                | 15°50′ ю. ш. 148°16′ з. д. |
| 5  | Матаива  | 16           | 25                  | 204                    | 12,75               | 15°50′ ю. ш. 148°16′ з. д. |
| 6  | Ниау     | 20           | 32                  | 171                    | 8,55                | 14°53′ ю. ш. 148°43′ з. д. |
| 7  | Рангироа | 79           | 1446                | 2438                   | 30,86               | 15°07′ ю. ш. 147°38′ з. д. |
| 8  | Тикехау  | 20           | 400                 | 507                    | 25,35               | 14°59′ ю. ш. 148°09′ з. д. |
| 9  | Тоау     | 12           | 561                 | необитаем              | —                   | 15°49′ ю. ш. 146°00′ з. д. |
| 10 | Факарава | 16           | 1153                | 855                    | 53,44               | 16°20′ ю. ш. 145°14′ з. д. |
|    | Всего    | 233          | 5218                | 5995                   | 25,73               | 15°07′ ю. ш. 147°37′ з. д. |

Первые три атолла входят в состав коммуны Арутуа, последние три — в коммуну Факарава, а остальные четире — в коммуну Рангироа.

## История
Группа была названа в честь английского адмирала Хью Пэллисера (англ. Sir Hugh Palliser), оказавшего финансовую помощь английскому путешественнику Джеймсу Куку, который высадился на островах в 1774 году. Атоллы Апатаки и Арутуа были открыты в мае 1722 года голландским путешественником Якобом Роггевеном. Атолл Тоау был открыт позднее всех: в 1820 году русским путешественником Фаддеем Фаддеевичем Беллинсгаузеном.